# Terebellomorpha
Terebellomorpha é uma subordem da classe poliqueta, também conhecida como Terebelliformia. Os terebelliformes são aquáticos e seus representantes são usualmente sedentários tubícolas mas também existem terebelliformes que vivem de forma livre associados ao substrato. Possuem, na região anterior, numerosos tentáculos bucais com sulco, que ficam espalhados em cima do substrato, para que assim os cílios nos tentáculos possam capturar e selecionar as partículas de alimento, levando até a boca do animal, o que os caracterizam como detritívoros (comedores de depósitos). Seus corpos foram transformados para construir e viver dentro de seu tubo: possuem uma glândula ventral que secreta muco utilizado para a formação do tubo, e com seus lábios na cabeça, utilizam conchas, areia e argila para adornar seu tubo. Enquanto ficam com seus corpos ancorados e seguros com suas cerdas notopodiais, o animal apenas expõe sua brânquias para absorver oxigênio e suas estruturas para alimentação.

## Diversidade
Terebelliformia é um clado de Annelida com uma diversidade ecológica e morfológica considerável. Seus membros podem ser reconhecidos por longos palpos que se originam de dentro ou de fora da boca, o que inspirou o nome popular pro grupo de “vermes espaguete”. Se estendendo por áreas de costões rochosos até o fundo do mar, ocupam habitats como solos de lama, recifes de corais, carcaça de baleias e fontes hidrotermais. Tendo em vista essa diversidade, os terebelliformes podem ter seus tentáculos bucais associados ao prostômio e alguns ao peristômio, sendo que um estudo pôde encontrar homologia entre todos os terebelliformes. Conquanto as brânquias, encontra-se vasta diversidade no que se diz a distribuição nos segmentos e ao formato: se presente, de um a seis pares de brânquia são encontradas nos seus segmentos, situadas no dorso ou nas laterais. Com formatos diferentes, as brânquias podem ser delgadas e até plumosas.

## Morfologia

### Corpo
O corpo dos terebeliformes é comumente dividido em duas regiões: torácica e abdominal. A região torácica geralmente apresenta notocerdas e neurocerdas, enquanto a região abdominal possui apenas neurocerdas.  Entretanto essa divisão é feita através das características morfológicas podendo não ser refletida internamente. E em alguns grupos, como em Alvinellidae, essa distinção não é clara.

### Extremidade anterior do corpo: prostômio e peristômio
Os Terebeliformes possuem prostômio e peristômio como estruturas distintas, com exceção de Pectinariidae, que possuem essas regiões fusionadas. O prostômio geralmente é mais curto que o peristômio e frequentemente localizado apenas na região dorsal do lábio superior (com exceção em Polycirrinae) não formando um anel completo ao redor do corpo.
Nos Trichobranchidae e Terebellidae, na parte basal do prostômio pode-se encontrar pontos oculares, ou ocelos, e a parte mais distal é por onde os tentáculos bucais se originam.
O peristômio forma os lábios superior e inferior e esses lábios são frequentemente ciliados, esses cílios servem para selecionar as partículas de alimentos e também auxilia na construção de tubos para as espécies que são tubícolas. Um órgão faríngeo parcialmente eversível, procedente da parte anterior do intestino que muitas vezes é chamado de lábio inferior . O peristômio e o prostômio apresentam grande variação morfológica em Terebellidae.
Em algumas espécies de Polycirrus, os tentáculos possuem células glandulares que produzem um muco capaz de deixar esses tentáculos luminescentes e os Polycirrus oculeus possuem tentáculos com manchas vermelhas semelhantes a manchas oculares, mas sua natureza não foi estudada. Podem ocorrer manchas oculares na base do prostômio, ainda não se sabe se essas possuem alguma sensibilidade à luz.
Além de apresentarem lobos no primeiro segmento, muitos grupos  de terebeliformes também possuem lobos em outros segmentos anteriores. Esses lobos podem se apresentar lateral, ventral ou dorsalmente.

### Notopódios e notocerdas
Alguns dos caracteres taxonômicos mais importantes da Terebelliformia estão relacionados aos notópodios e cerdas associadas, como o segmento no qual os notopódios começam a aparecer e também o número dessas estruturas além do tipo de notocerda que estes apresentam. Geralmente, os notópodios são do mesmo tamanho e estão dispostos alinhados verticalmente  no corpo do animal. Podem variar quanto a forma, sendo mais curtos ou alongados, com lobos (como nos policirrídeos e nos telepodídeos) ou mais compactos. As notocerdas estão dispostas em duas fileiras em todos os terebeliformes e essas cerdas podem ser morfologicamente distintas ao longo do corpo.

### Neuropódios e neurocerdas
Assim como os notopódios e notocerdas, ou neuropódios e neurocerdas são importantes para designar subfamílias e gêneros, com destaque ao segmento em que surge o neuropódio e também o arranja e morfologia dos uncini (dentículos). Dentro do grupo (Terebellimorpha) há grande diversidade de neuropódios tanto em formato quanto posição: Podem tem um formato de crista, como em alvinellideos, largos e arredondados como em pectinariideos ou até ausentes, como em espécies polycirrinas. O mesmo se repete em relação aos uncini: podem estar presentes em duas fileiras, podem ter duas margens robustas em alça como no gênero Pectinaria.

### Brânquias
Em todos os poliquetas terebeliformes, exceto em Polycirridae e alguns membros de Terebellinae, as brânquias estão presentes. Em todos os taxons branquiados, as brânquias são estruturas pareadas encontradas nos seguimentos anteriores posicionadas dorso-lateralmente ou dorsalmente. As brânquiais podem variar de filamentos únicos a estruturas complexas, arborescentes ou em espiral. Terebellides são uma exceção pois apresentam uma única estrutura dorsal média, devido à fusão de dois pares de ramos, com estrutura lamelar e tetra lobada.
Há três tipos principais de brânquias reconhecidos nos terebellinos: Brânquias sem ramificações, brânquias ramificadas e brânquias plumosas.
Em espécies que não possuem brânquias, as trocas gasosas devem ocorrer através da parede do corpo.

### Almofadas ventrais
Os terebeliformes possuem a superfície ventral do corpo com glândulas que produzem um muco, este que é utilizado para a construção de tubos em espécie tubícolas ou, em espécies que não formam tubos, usado para locomoção possibilitando que esses poliquetas deslizem pelo substrato. Essa região glandular pode variar entre os grupos: os trichobranquídeos, por exemplo, possuem a superfície glandular pouco desenvolvida, enquanto que Thelepodidae e Telothelepodidae não possui as almofadas glandulares mas sim toda a região ventral glandular.

### Papilas nefridiais e genitais
Todos os terebelliformes possuem uma membrana gular , entre os segmentos 4 e 5, que divide a cavidade celômica. Nesse animais há uma porção anterior que apresenta funções excretoras e uma região posterior onde os gametas se desenvolvem . As papilas presentes até o segmento 5 são consideradas excretoras (papilas nefridiais) e as do segmento 6 em diante são consideradas papilas genitais (gonodutos), através quais gametas são lançados

### Extremidade posterior do corpo
O corpo desses animais termina num pigídio que pode ser liso ou ser cercado por papilas anais que pode variar em tamanho e morfologia.

## Taxonomia
Os terebelliformes, como reconhecidos, incluem 5 grupos em nível taxonômico de família:
- Alvinellidae (Desbruyères & Laubier, 1986)
- Ampharetidae (Malmgren, 1866)
- Pectinariidae  (Quatrefages, 1866)
- Terebellidae (Grube, 1850)
- Trichobranchidae (Malmgren, 1866)

O grupo possui cerca de 1100 diferentes espécies nomeadas, sendo que novas espécies ainda continuam sendo descobertas.

## Filogenia
A filogenia de Terebellomorpha é um desafio dentre os estudos: seu monofiletismo foi estabelecido com base em caracteres morfológicos (Rouse & Fauchald, 1997; Rouse, 2000) e também em relação ao sequenciamento de DNA de 5 segmentos diferentes de genes (Colgan et al., 2001). Em contrapartida, as relações de grupo irmao em relação aos terebelliformes é incerta, porém os estudos filogenéticos em relação ao grupo permanecem como base para estudos futuros. Como representação, temos duas filogenias, sendo que as reticências (...) indicam continuação dos clados:

### Nogueiraet al(2013)
Dentro de terebelliforma, temos que Terebellidae é parafilético devido a inclusão de Trichobranchidae e um clado cujos representantes são Alvinellidae, Ampharetidae, e Pectinaridae. As subfamílias Polycirrinae and Terebellinae formam clados distintos, enquanto Thelepodinae é separado em dois diferentes clados. Para que os maiores clados pudessem estabelecer comunicação, devido o parafiletismo de Terebellidae, a solução foi trocar a designação de subfamília para família, e reconhecer Thelepodinae como duas familias diferentes.

### Glasby, C. J.et al(2004)
Um estudo realizado por Glasby, C. J. em 2004, traz Terebellidae como grupo irmão de Pectinariidae, relação feita devido a presença de uma almofada glandular ventral nos grupos. E também em relação a Terebellidae, Polycirrinae é dado como clado pertencente ao grupo Terebellidae. A relação de grupo irmão entre Alvinellidae e Ampharetidae coincide com estudos morfológicos de Rouse & Fauchald (1997) e  coincide com a colocação original do grupo por Desbruye'res & Laubier (1980), porém nao coincide com Rousset et al. (2003) que encontrou relação de grupo irmão entre Trichobranchidae e Alvinellidae. Além desses fatores, os terebellinos abranquiados não formam um clado, sugerindo que a perda de brânquias aconteceram algumas vezes independentemente dentro de Terebellidae. No cladograma a seguir estão representadas apenas as familias monofiléticas são representadas: